# Nightingale (program)
Nightingale – wolny odtwarzacz muzyczny i przeglądarka internetowa oparta na kodzie źródłowym programu Songbird. Silnik Nightingale jest oparty na XULRunnerze z bibliotekami m.in. takimi jak GStreamer oraz libtag. Odkąd oficjalne wsparcie dla systemu Linux zostało zakończone przez projekt Songbird w kwietniu 2010 r. część społeczności projektu Songbird, korzystająca z systemu Linux oddzieliła się od projektu Songbird tworząc projekt Nightingale. W przeciwieństwie do programu Songbird w którym do skiny i części funkcjonalności prawa autorskie są zastrzeżone, Nightingale jest dostępny w całości na wolnych licencjach – GPLv2, MPL i BSD.